# Nachal Oren
Nachal Oren (hebrejsky: נחל אורן nebo נחל ארן, doslova Borovicové vádí,arabsky: Vádí Fela) je vádí v severním Izraeli, v pohoří Karmel.
Začíná v nadmořské výšce přes 400 metrů nad mořem, v severní části města Dalijat al-Karmel. Odtud vádí směřuje k severozápadu hlubokým zalesněným údolím mezi horami Rom Karmel, Har Alon a Har Ela na severní straně a Har Šokef a Har Arkan na straně jižní. Zprava sem ústí menší boční vádí Nachal Nec, Nachal Chejk a Nachal Alon. Jižně od vesnice Bejt Oren se vádí stáčí k západu a zleva přijímá vádí Nachal Rakit. Vede pak velmi hlubokým kaňonem okolo výšiny Har Oren. Podél vádí zde vede lokální silnice 721. Údolí je turisticky využíváno.
Severně od vesnice Ejn Hod zleva přijímá vádí Nachal Bustan a zároveň vstupuje do pobřežní nížiny. Zde podchází dálnici číslo 4 i dálnici číslo 2 a vede umělým korytem napříč zemědělsky využívanou krajinou. Ústí do Středozemního moře severně od Atlitu.
V prosinci 2010 bylo okolí horního a středního toku vádí postiženo lesním požárem, který zničil velkou část zdejších lesů.